# Placentació
Placentació en biologia és la formació, tipus i estructura o disposició de la placenta. La funció de la placentació és transferir nutrients des del teixit matern a l'embrió en creixement. La placentació es coneix millor en les femelles dels mamífers placentaris (euteris), però es presenta en altres animals, ous i angiospermes.

## Placentació en mamífers
Als mamífers, la placenta es forma després de la implantació de l'embrió a la paret de l'úter. El fetus en desenvolupament es connecta a la placenta mitjançant el cordó umbilical. Les placentes animals es classifiquen segons el nombre de teixits que separen la sang materna de la circulació fetal. Els tipus de placentes són:
- Placentació endoteliocorial (per exemple, a la majoria dels carnívors)
- Placentació epiteliocorial (per exemple, als remugants i balenes)
- Placentació hemocorial (per exemple, a la majoria dels primats, incloent els humans, en els conillets d'indi, conills, i ratolins)[1]

En la placentació hemocorial, la sang materna entra en contacte directe amb el cori fetal, la qual cosa no succeeix en els altres dos tipus de placentació. Això pot proveir un millor transport i nutrients, però és més difícil per al sistema de tolerància immune en l'embaràs evitar el refús del fetus.

## Placentació en les plantes
En les plantes s'anomena placentació a la disposició dels òvuls en la cavitat de l'ovari de les angiospermes. El nombre de placentes és, en general, igual al nombre de carpels que formen l'ovari. Tanmateix, en certs casos, es pot atrofiar alguna de les placentes i un ovari pluricarpel·lar arriba a contenir un sol òvul, com per exemple, en les gramínies (Poàcies) i les compostes (Asteràcies).

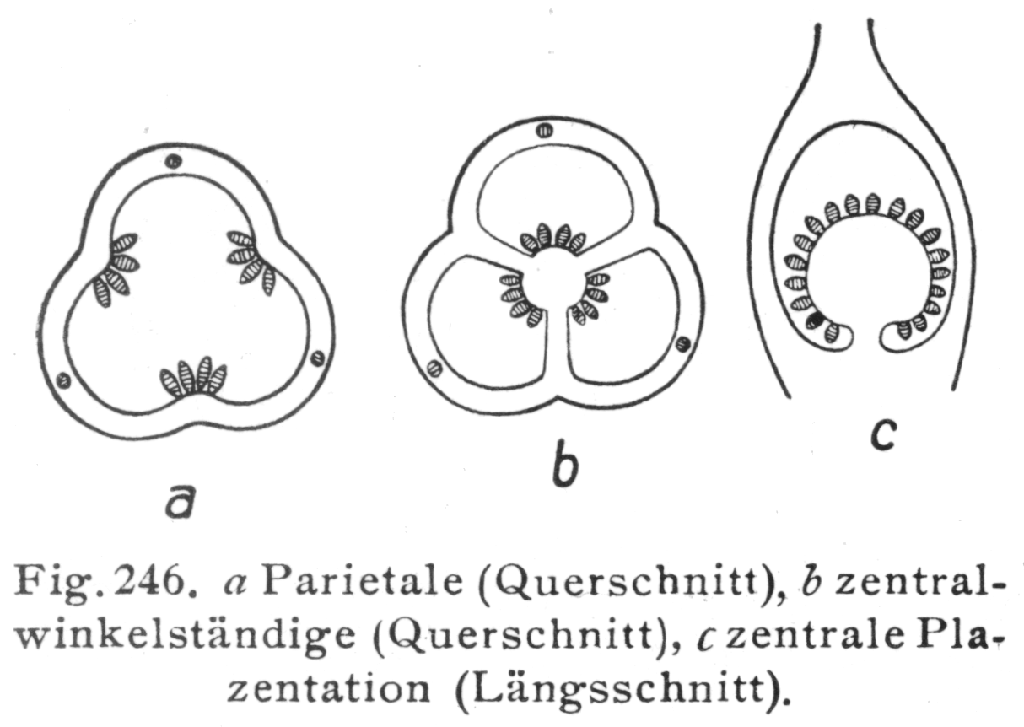
tipus de placentació: (a) parietal, (b) axil·lar i (c) central.

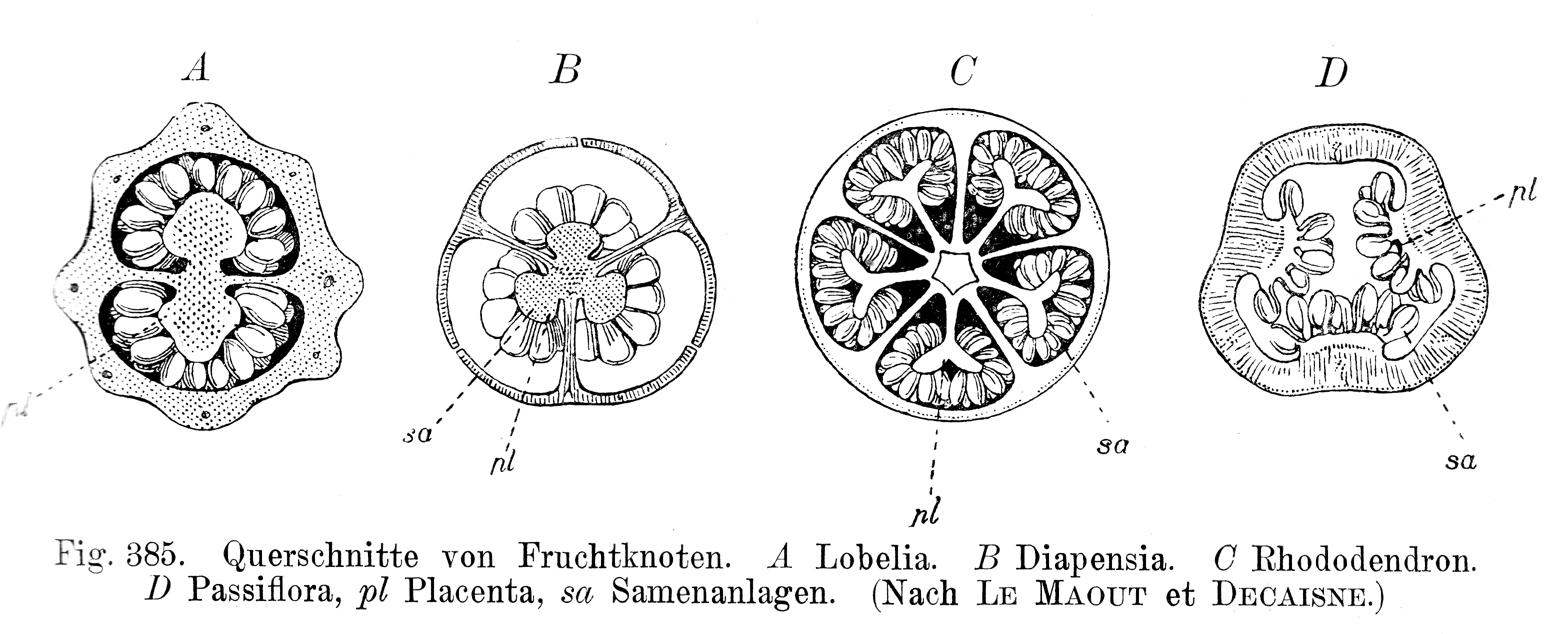
Placentació axil·lar en un gineceu bicarpelar (A), tricarpelar (B) i pentacarpelar (C). Placentació parietal en Passiflora (D).

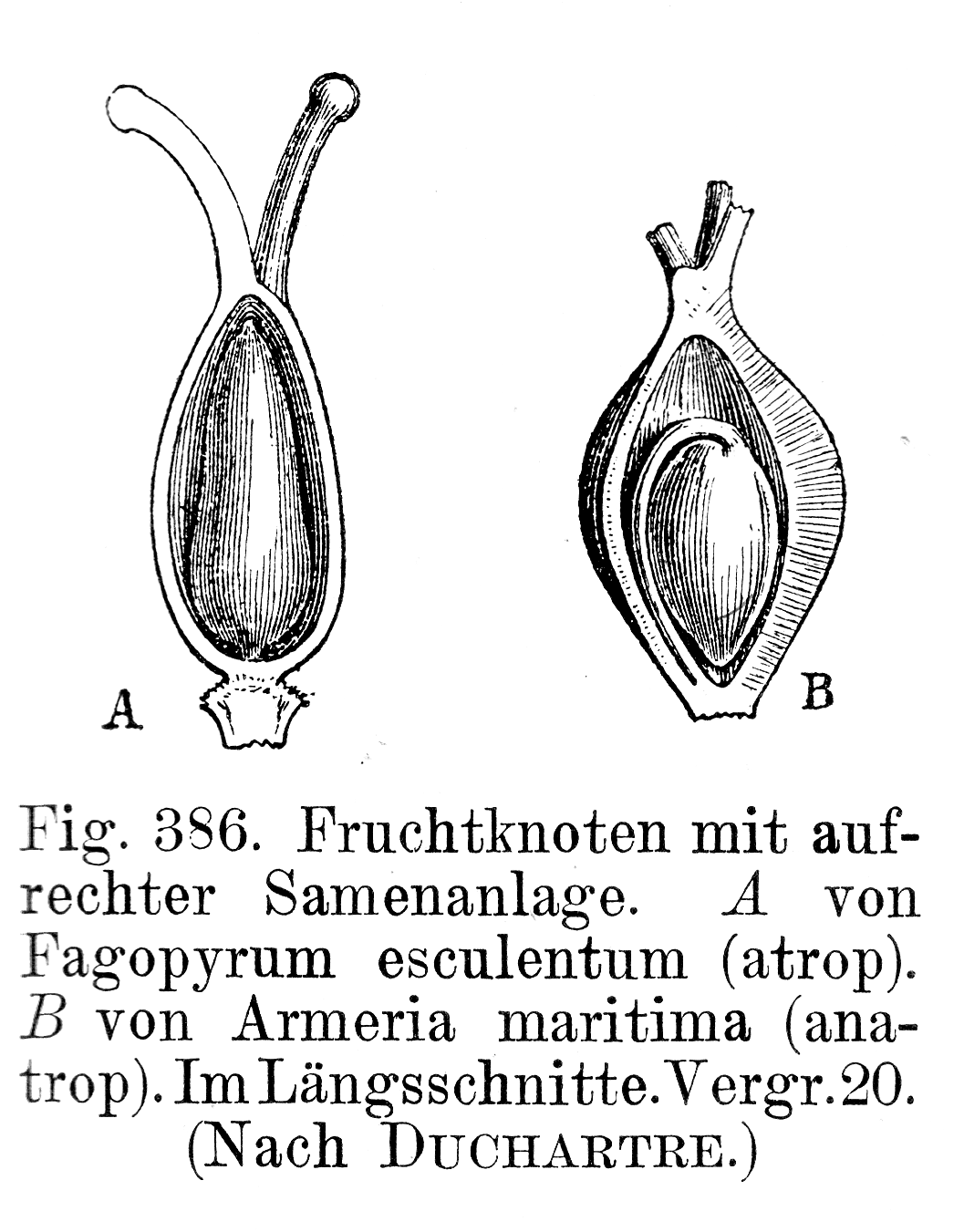
Placentació basal en fajol (Fagopyrum esculentum) (A) i Armeria maritima (B).

- Placentació marginal: és pròpia del gineceu unicarpel·lar (fabàcies) o dialicarpel·lar (magnoliàcies, ranunculàcies). Cada carpel té una sola placenta que correspon a la zona de soldadura de la fulla carpel·lar.

- Placentació parietal: ocorre en el gineceu format per dos o més carpels soldats per les seves vores formant una sola cavitat a l'ovari, de manera que cada placenta correspon a les vores de dues fulles carpel·lars contigües. Algunes de les famílies botàniques que presenten aquest tipus de placentació són: orquídies, violàcies, passifloràcies i cucurbitàcies. En certs gèneres es formen falsos envans sobre la paret de l'ovari que augmenten la superfície placentària: és la denominada placentació laminar, típica del gènere Papaver. En les brassicàcies l'ovari consta de dos carpels units per les vores que delimitarien una sola cavitat. No obstant, entre les dues sutures es desenvolupa un envà membranós anomenat replum, el qual separa la cavitat en dos lòculs, i que persisteix en els fruits en caure les valves després de la dehiscència. Una variant d'aquest tipus de placentació és el de les poàcies.

En elles l'ovari és bicarpel·lar, unilocular i amb una única llavor.
- Placentació axil·lar. Ocorre en el gineceu format per dos o més carpels soldats en que cadascun porta la placenta en l'angle central, de manera que les sutures placentàries formen una columna dins l'ovari. Aquest tipus de placentació es troba a Solanum, Citrus, liliàcies, iridàcies, entre moltes d'altres.

- Placentació central. El gineceu unilocular està format per dos o més carpels units i els òvuls estan fixes sobre una columna central i sense envans amb la paret de l'ovari. Aquesta columna pot ser una prolongació basal de la placenta, com en les primulàcies, o és el conjunt de placentes unides que persisteixen després de la dissolució dels envans, com en les Cariofil·làcies.

- Placentació basal. Aquest tipus de placentació ocorre en les espècies amb gineceu pluricarpel·lar i unilocular. L'òvul es disposa al centre basal de la cavitat de l'ovari. És típic de les famílies poligonàcies, quenopodiàcies i asteràcies.

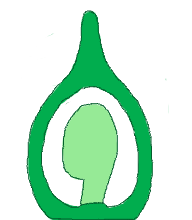
Basal
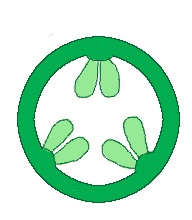
Parietal
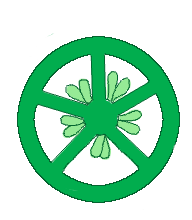
Axil·lar
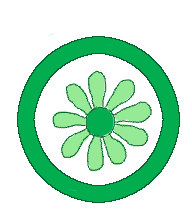
Central
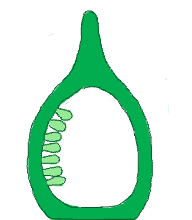
Marginal